# Mündungsarm
Als Mündungsarm (oft nur Arm oder Flussarm) wird ein Fluss bezeichnet, der einen Teil eines größeren Flusses im Mündungsdelta zum Ozean oder Meer befördert. 

## Bekannte Mündungsarme
- Donau
  - Kiliaarm
  - Sulinaarm
  - St. Georg
- Rhein
  - Lek
  - Waal
- Weichsel
  - Nogat
- Oder
  - Peenestrom
  - Świna (deutsch Swine)
  - Dziwna (deutsch Dievenow)
- Nil
  - Rosette-Arm
  - Damietta-Arm
- Ganges
  - Hugli
  - Padma